# Isidor Straus
Isidor Straus  (Otterberg, Alemania; 6 de febrero de 1845-Atlántico norte, 15 de abril de 1912) fue un prominente empresario judío germano nacionalizado estadounidense, congresista y copropietario de los grandes almacenes RH Macy & Co de Nueva York. Isidor Straus y su esposa Ida Straus fallecieron en el hundimiento del RMS Titanic en 1912.

## Biografía
Isidor Straus nació en Otterberg (Kaiserslautern, Alemania) en 1845. Era el primogénito de Lázaro Straus y su esposa Sara, unos ricos terratenientes judeo-germanos de Baviera, y tuvo cuatro hermanos menores: Nathan, Hermine, Oscar y Jacob. Su padre, Lázaro, había sido elegido por Napoléon Bonaparte como miembro del Sanedrín y asesor en la emancipación de los judíos que ocupaban Baviera.
En 1854, la familia Straus emigró a Estados Unidos después de arruinarse en la Revolución de los estados alemanes de 1848, estableciéndose en Talbotton, Georgia del Sur, gracias al apoyo de otros judíos inmigrantes, donde fundaron un pequeño almacén de abarrotes, algodón y telas.  
Durante la guerra de Secesión, Isidor trabajó como empleado en la tienda mientras se educaba en el Instituto Collinsworth y más tarde viajó a Inglaterra como representante de negocios para la Confederación. Isidor, a diferencia de sus hermanos que tuvieron una educación superior formal, no tuvo por educación más que la escolaridad básica.
En 1871 se casó con Rosalie Ida Blun, una judía alemana nacida en Worms, y tuvieron siete hijos, uno de los cuales murió en su primera infancia.
En 1894, es elegido como congresista y asesor del presidente Cleveland, cargo que ejerce hasta 1895 sin repostularse.
En 1896, él y su hermano Nathan, graduado en negocios en la Universidad Packard se asociaron bajo la firma L. Straus & Sons (más tarde se unió Oscar Straus), adquirieron los derechos de la tienda RH Macy & Co, en Nueva York, cuya principal fuente de ingresos era la cristalería y la transformaron en una exitosa tienda por departamentos. De esta forma, los Straus se transformaron en personajes muy respetados por la comunidad judía de Nueva York.

### RMSTitanic
En febrero de 1912, los Straus y una de sus nietas, Beatriz, viajaron a Alemania en el SS Amerika de la HAPAG junto a su valet y su doncella; John Farthing y Ellen Bird. El matrimonio dejó a su nieta en Alemania y viajaron a Inglaterra, en vez de volver como era su costumbre en un transatlántico de la HAPAG, decidieron sacar billetes en el nuevo RMS Titanic, abordándolo en Southampton el 10 de abril de 1912. Ocuparon los camarotes C-55, C-57 y C-59 junto a su personal de servicio. En la noche del 14 de abril de 1912, el Titanic choca de refilón con un iceberg dañándolo fatalmente, y provocando su hundimiento. Los Straus y su personal son guiados al gimnasio para esperar la posibilidad de ser embarcados en un bote salvavidas. Se da la orden de embarcar primeramente a mujeres y niños.
Son asignados al bote n.º 8 y en consideración a su edad Isidor Straus es invitado a abordar dicho bote junto a su esposa y su doncella Ellen Bird; pero Isidor Straus se niega amable y firmemente diciendo: 

"No subiré a ese bote antes que cualquier otro hombre."

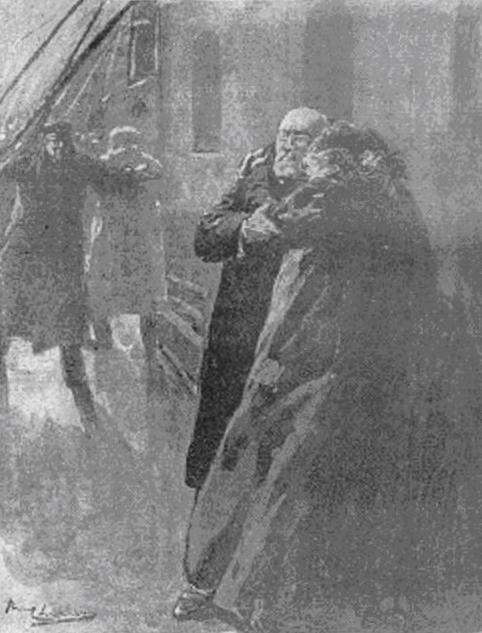
Ilustración representando los últimos momentos de vida del matrimonio Straus durante el Naufragio del Titanic, publicada en el diario francés L'Excelsior el 20 de abril de 1912.

Su esposa Ida deja entonces su lugar indicando que: 

"Hemos estado viviendo juntos muchos años y dondequiera que vayas, yo voy."

A continuación, algunos testigos dicen que se les vio dirigirse a su camarote y otros al gimnasio de la cubierta de botes junto a su valet, John Farthing. Su doncella es la única que no abandona el bote.
Solo el cuerpo de Isidor Straus fue recuperado por el buque cableador Mackay-Bennett identificado como el n.º 96. Sus restos fueron inhumados en el cementerio de Woodlawn en Bronx. 
Por el testimonio de su doncella, Ellen Bird, se supo la verdad del comportamiento de los Straus en los últimos momentos del RMS Titanic, su historia causó gran conmoción en la comunidad judía y es usada hasta hoy como un ejemplo de valentía y fidelidad.

### Legado
Los hijos de los Straus fueron:
- Jesse Isidor Straus (1872-1936) que se casó con Irma Nathan (1877-1970)
- Clarence Elias Straus (1874–1876) quien falleció en la infancia.
- Percy Selden Straus (1876–1944) que se casó con Edith Abraham (1882-1957)
- Sara Straus (1878–1960)  que se casó con el Dr. Alfred Hess Fabián (1875-1933)
- Minnie Straus (1880–1940) que se casó en 1905 con el Dr. Richard Weil (1876-1917)[4]
- Herbert Nathan Straus (1881-1933) que se casó con Teresa Kuhn (1884-1977)
- Vivian Straus (1886–1974) que se casó con Adolf Herbert Scheftel (1875-1914) y posteriormente en segundas nucpcias con George Dixon, Jr. (1891-1956).

Una de sus tataranietas es la cantante King Princess (nacida Mikaela Straus).